# José Adalberto Jiménez Mendoza

Bischofswappen

José Adalberto Jiménez Mendoza OFMCap (* 23. Juni 1969 in San Plácido, Ecuador) ist ein ecuadorianischer römisch-katholischer Ordensgeistlicher und Apostolischer Vikar von Aguarico.

## Leben
José Adalberto Jiménez Mendoza trat der Ordensgemeinschaft der Kapuziner bei, legte am 15. August 1990 die zeitliche und am 14. August 1996 in Guayaquil die Ewige Profess ab. Das Sakrament der Priesterweihe empfing er am 16. Mai 1997 in der Kathedrale von Portoviejo.
Von 2008 bis 2011 und von 2014 bis 2017 war er Vize-Provinzialminister seines Ordens in Ecuador. Seit 2016 war er zudem Vizepräsident der Ecuadorianischen Konferenz der Ordensgemeinschaften.
Am 2. August 2017 ernannte ihn Papst Franziskus zum Titularbischof von Ubaba und zum Apostolischen Vikar von Aguarico. Die Bischofsweihe spendete ihm sein Amtsvorgänger Jesús Esteban Sádaba Pérez OFMCap am 6. Oktober desselben Jahres. Mitkonsekratoren waren der Erzbischof von Portoviejo, Lorenzo Voltolini Esti, und der Apostolische Vikar von Esmeraldas, Eugenio Arellano Fernández MCCJ.